# Église Notre-Dame-de-l'Assomption de Colleville-sur-Mer
Pour les articles homonymes, voir Église Notre-Dame-de-l'Assomption.
L'église Notre-Dame-de-l'Assomption est une église catholique située à Colleville-sur-Mer, en France.

## Localisation
L'église est située dans le département français du Calvados, sur la commune de Colleville-sur-Mer.

## Historique
L'édifice est classé au titre des monuments historiques en 1840.